# Nana (Niki de Saint Phalle)
Pour les articles homonymes, voir Nana.
Les Nanas sont des sculptures de l'artiste franco-américaine Niki de Saint Phalle, qui faisait partie du groupe des Nouveaux Réalistes. Elles rappellent par leur nom une femme moderne et par leurs formes la silhouette féminine en mettant l'accent sur les rondeurs telles que la poitrine et les fesses. La plupart des Nanas sont fabriquées en polyester peintes en couleurs luisantes ; elles ont une petite tête et n'ont pas de visage. Commencées vers la fin des années 1960, elles incarnent la féminité en opposition à la féminité féroce des Tirs de ces mêmes années. Niki de Saint Phalle dénonce ses rondeurs par ses œuvres.

## Nom
Le mot « Nana », choisi par Niki de Saint-Phalle, est un mot générique. Les première Nanas portaient des prénoms de femmes proches de l'artiste : Elisabeth est le prénom de sa sœur, Clarisse celui de son amie, Bénédicte, celui de la directrice d’une galerie d’art. Elles sont comme des poupées. « Nanas » est un mot d’argot pour désigner « les filles ». Le mot est aussi utilisé pour désigner des filles de mauvaise vie, des maitresses ou des femmes légères. « Nana » évoque les premiers mots de l’enfance. Enfin, Nana était le surnom de la gouvernante de Niki de Saint-Phalle quand elle était toute petite.

## Contexte
Les Nanas représentent aussi l'intervention de Niki de Saint-Phalle dans le mouvement féministe des années 1980.
Les Nanas sont liées à la vie de leur créatrice : Niki de Saint-Phalle est née dans une famille aisée. Elle a reçu une éducation moralisatrice. Elle n'a pas fait d'études supérieures, ni d'études d'art. Elle a été mannequin et a appris l'art toute seule, en autodidacte. Dans sa jeunesse, elle a été internée en temps dans un hôpital psychiatrique. Elle rencontre l'artiste Jean Tinguely qu'elle épouse en 1971. Tous ces éléments biographiques ont influencé la genèse des Nanas.

## Genèse et transformation des Nanas
« Le pouvoir des Nanas est vraiment la seule possibilité. Le communisme et le capitalisme n'ont pas tellement réussi. Je pense que le temps est venu d'une nouvelle société matriarcale. Pensez-vous qu'on mourrait encore de faim dans le monde si les femmes avaient leur mot à dire ? »
Au début des années 1960, l'artiste présentait plutôt des femmes au corps délabré, comme Lucrezia  (1964), peinture grillage et objets divers sur panneau, 180 × 110 × 39 cm, collection particulière.
Niki de Saint-Phalle a créé une série d’œuvres monumentales représentant des femmes qui accouchent : Gaia ou encore The white goddess, Clarisse, Elizabeth en sont des exemples. L'artiste est en effet marquée par les écrits de Simone de Beauvoir. Avec L’étau ou la crucifixion (1965), la femme prend une attitude obscène et le sexe féminin est montré de façon crue. Niki de Saint-Phalle passe progressivement du tableau à la sculpture. Monster woman n'a pas de jambes et est tenue par une tige ; puis les femmes sont représentées debout : Gwendoline n’a pas de pied au départ, elle repose sur le socle, conçu par Jean Tinguely.
Vers la fin des années 1960, et au début des années 1970, Niki de Saint-Phalle façonne des femmes grossièrement avec du plâtre sur du grillage (série des Mariées). Puis ce corps féminin va se recouvrir de surfaces décoratives, avec des poses festives, de grosses fesses, de grosses poitrines, des cabrioles. Plus exubérantes et plus libres, dégagées de la rage et de la violence, les Nanas invitent à la fête. Le 23 août 1967, Niki de Saint-Phalle présente sa première exposition muséale, intitulée Les Nanas au pouvoir, au Stedelijk Museum Amsterdam.
Les Nanas dansent, mais, « ...aussi enjouées soit-elles, elles vont inspirer une certaine angoisse dans les milieux artistiques et critiques d'art masculins des années 1960-1970. Pierre Descargues, dans le catalogue de l'exposition de 1965 à Paris, écrit : « Les nanas font la fête, c'est à nos dépens. Messieurs, que ça se passe. Elles nous piétinent le ventre, l'armée, la morale, elles nous sautent sur la philosophie, elles nous font le grand écart sur la patrie [...] Niki de Saint Phalle sait se servir des armes féminines ». ». Il est vrai que ces amazones maternelles comme les surnomme Kalliopi Minioudaki, présentent encore un aspect joyeux, si on les compare aux effrayantes Devouring Mothers (Mères dévorantes) aussi importantes en volume et plus « violentes dans leurs fondements sous-jacents »
En 1968 apparaissent des Nanas de toutes dimensions, en plastique, un matériau nouveau, peu coûteux. Des Nanas en ballon sont commercialisées pour un prix abordable par tous. Il s'agit de démocratiser l'art. Elles étaient venues en diverses couleurs et tailles, en maillot de bain.

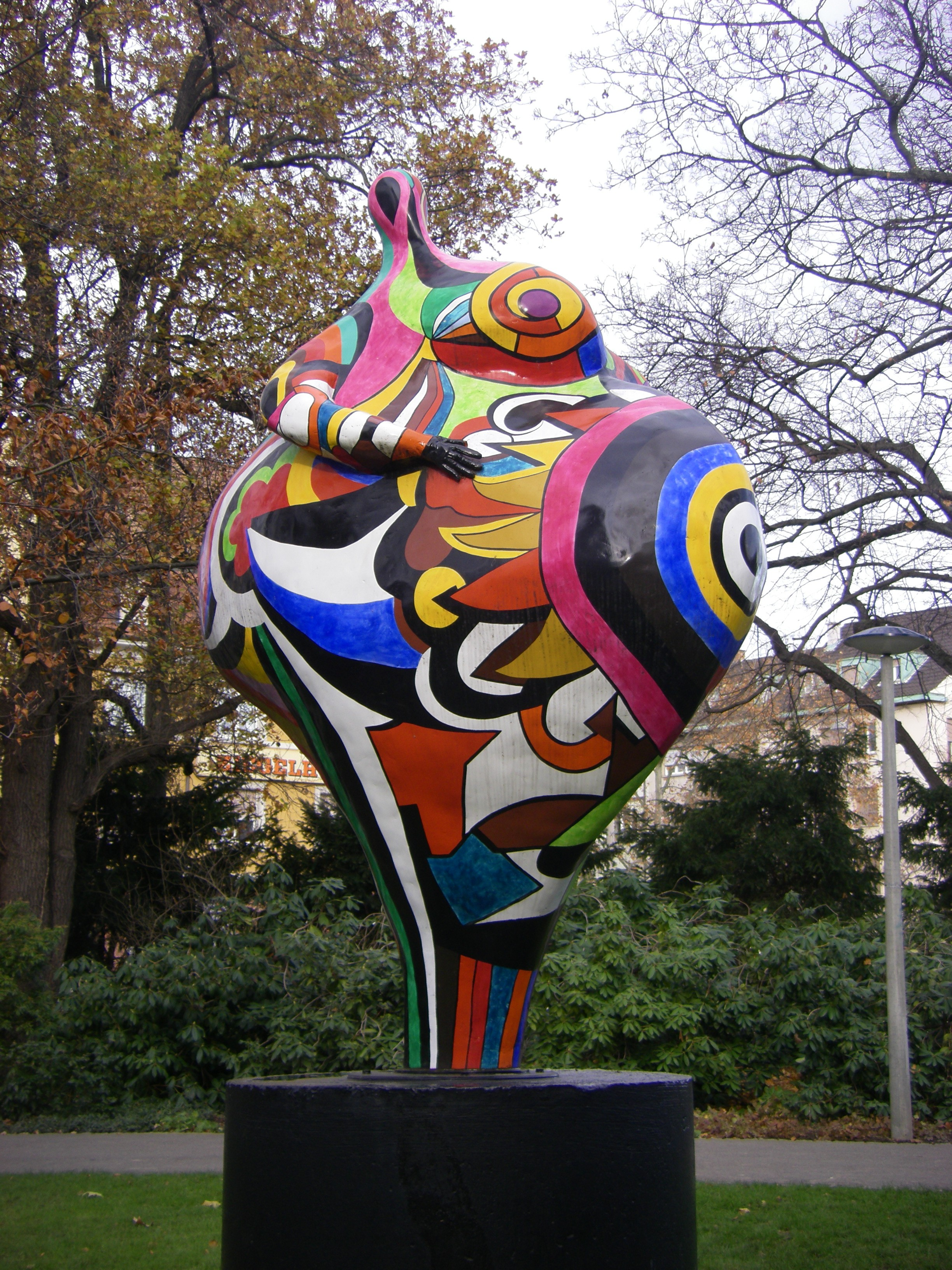
Gwendolyn en face du musée Tinguely à Bâle (Suisse).
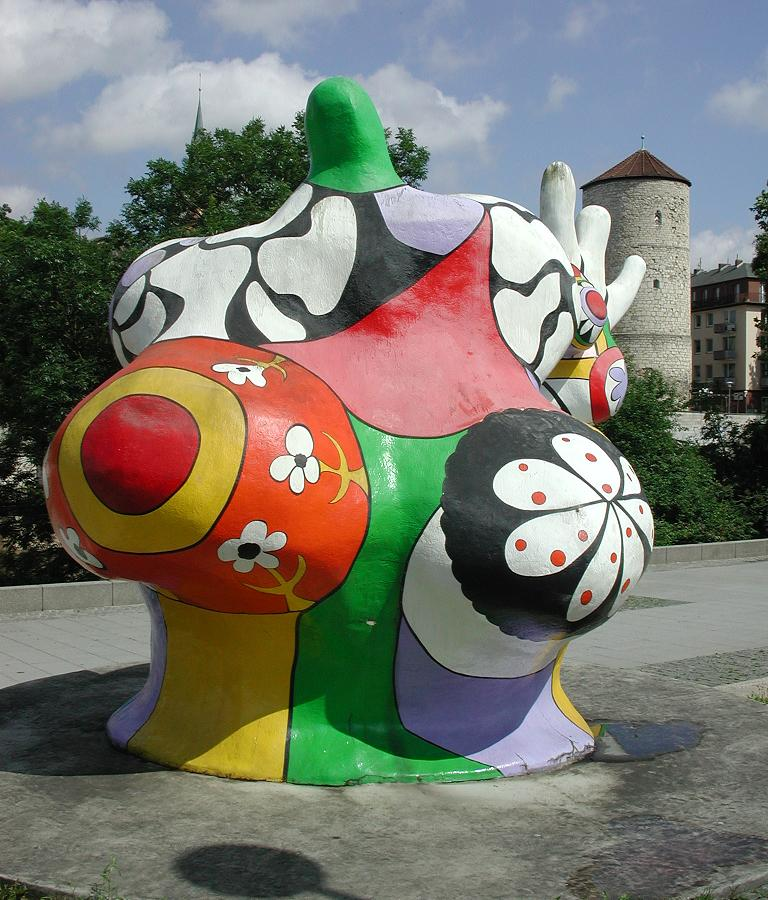
Nana à Hanovre en Allemagne.
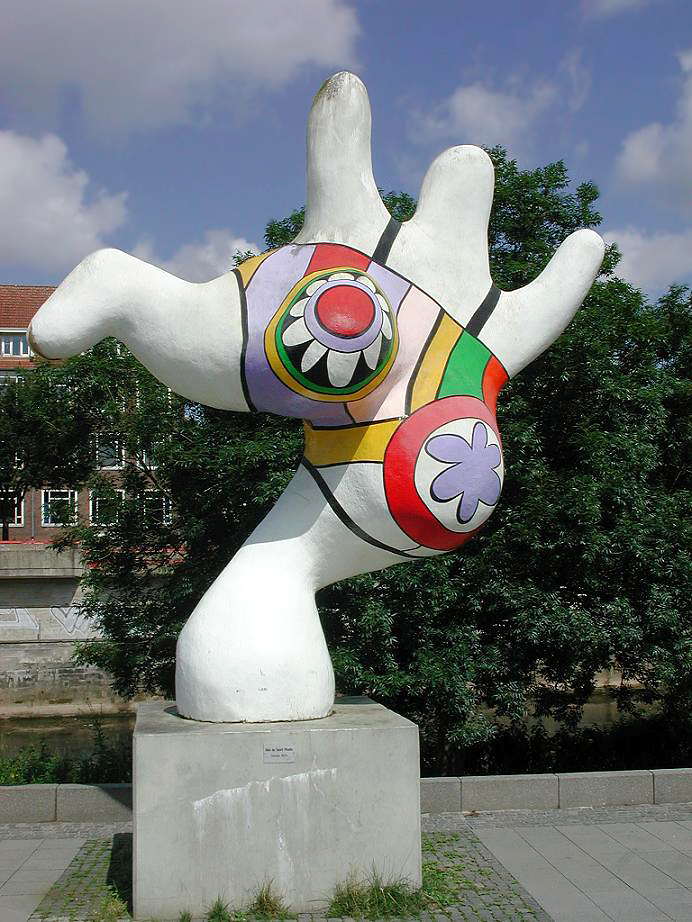
Nana à Hanovre en Allemagne.
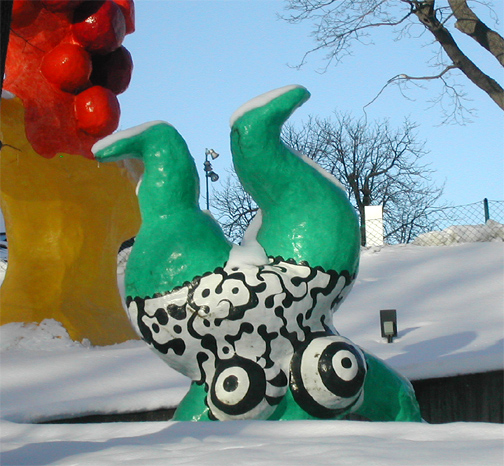
Nana hors du musée d'art moderne de Stockholm, en Suède.
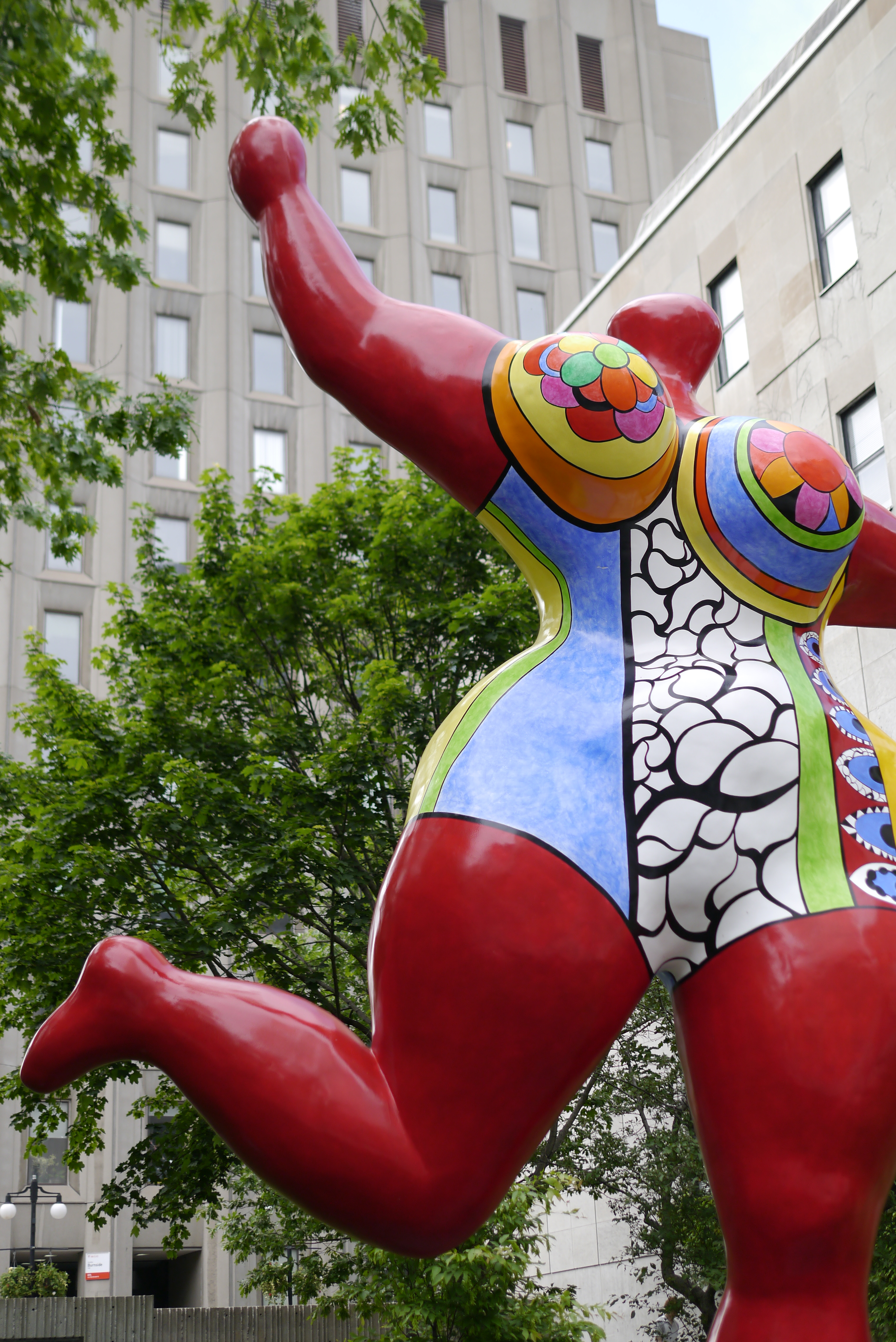
Nana à Montréal.

## Caractéristiques communes aux Nanas
Trois motifs sont récurrents sur les vêtements des Nanas : le soleil, le cœur et la fleur : ils sont représentés de façon très colorées et naïve ; ils ornent particulièrement les fesses, les seins et le ventre des Nanas.
- corps épanoui et plantureux
- couleurs éclatantes
- têtes et membres atrophiés
- positions dynamiques

## Liste de Nanas

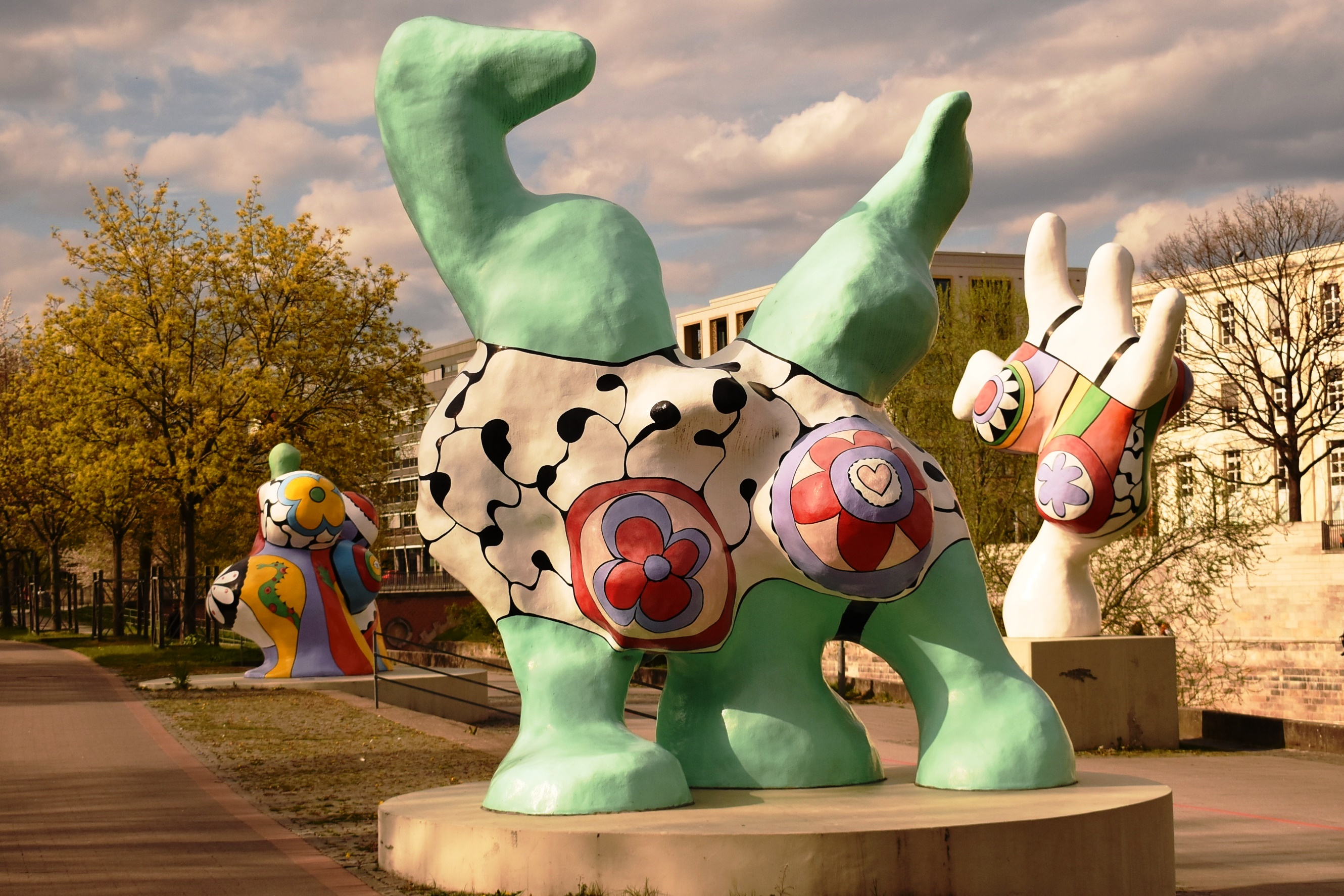
Niki de Saint-Phalle, Les nanas, Hanovre, Allemagne

- Gwendoline est l'une des versions les plus connues. Elle se trouve au musée Tinguely de Bâle et s'inspire de la grossesse d'une de ses amies, l'actrice Clarice Rivers ;
- Elisabeth, 1965, 230 × 90 × 146 cm ; elle est conservée au musée d'Art moderne et contemporain de Strasbourg ;
- Une série de Nanas est en exposition permanente à l'endroit où s'installe le marché aux puces de Hanovre (Allemagne). La taille de ces Nanas a une signification, Il s'agit pour Niki de Saint Phalle de se détacher du monde du marché de l'art et de ses diktats imposés notamment par les galeristes. C'est alors la volonté de prendre une fois encore ses distances avec le milieu aisé d'où elle vient et qui n'a pas su la protéger dans sa jeunesse ;
- Nana noire upside down (deux jambes en l'air), 135 × 105 × 108 cm , musée d'Art moderne et d'Art contemporain de Nice ;
- Nana jambe en l'air (une seule jambe en l'air), 190 × 135 × 90 cm, collection particulière ;
- Nana assise, 1965 - 100 X 140 X 140 cm. en laine, papier mâché, et grillage. Conservée dans une collection particulière ;
- Nana jaune, 1996 - 125 X 112 cm, gonflable, the Niki charitable art foundation ;
- Black Venus, 1965 - 1966  - 279,4 X 88,9 X 60,96 cm, New York, Whitney Museum of American Art ;
- Les Trois Grâces, 1999. Exposées à Washington D.C., en 2010-2012 (sauf en hiver), sur l'avenue de New York, ces trois sculptures représentent une femme noire, une femme jaune et une femme blanche[9] ; elles font plus de trois mètres de haut[9] et sont couvertes de mosaïques multicolores.

## Hon
La plus grande des Nanas est également la plus éphémère : Hon/Elle , présentée au Moderna Museet de Stockholm en 1966, c'est une géante couchée, jambes écartées, que l'on visite en entrant par son sexe pour y découvrir des quantités d'objets fabriqués par Niki, Jean Tinguely et Per Olof Ultvedt. La structure a été montée par Jean Tinguely qui a aussi participé à la décoration intérieure avec sa Machine for broken glass, de même Ulf Linde qui a notamment créé une absurde machine à caresses.
C'est un évènement dont on a gardé les photos et l'on voit hommes, femmes, enfants, entrant dans la gigantesque ouverture vaginale. Niki retourne la représentation par Salvador Dalí  de la femme comme objet sexuel en forçant l'homme à rentrer dans le canal de la naissance et à affronter son horreur secrète de l'anatomie féminine.
Un des commentaires les plus crus mais les plus sincères est celui de l'artiste pop américano-suédois Claes Oldenburg qui déclare avec son franc parler : « Depuis mon atelier et jusqu'au Moderna Museet, je regarde en plein le con de Hon. »
Cette sculpture est constituée d’une ossature métallique recouverte d’un grillage qui seront ensuite recouvert par les pans de tissus imbibés de colle animale. La carcasse recouverte entièrement, l’artiste vient la décorer avec des formes aux couleurs vives. Ce projet fut terminé en l’espace de 6 semaines.
La statue monumentale est l’allégorie du corps de la femme érigée en cathédrale, elle recouvre en elle d’autres œuvres et installations de Niki de Saint-Phalle mais aussi de son mari, Jean Tinguely. L’exposition abritée par cette Hon regroupe : un milk-bar dans le sein droit et un planétarium dans le sein gauche, un cerveau en bois, un « banc des amoureux », diverses sculptures, un distributeur de sandwichs, un vide ordure et d’autres activités ludiques. Cette sculpture est une célébration du corps de la femme qui invite le visiter dans un voyage d’introspection. Hon sera détruite après l'exposition. Son démantèlement a pris trois jours.

## Arts, ruptures, continuités
Les Nanas de Niki de Saint Phalle s'inscrivent dans la longue histoire de la représentation des femmes en Occident. L'artiste s'inspire des œuvres du passé tout en proposant une nouvelle représentation de la femme. Niki de Saint-Phalle, bien que n'étant jamais allé à l'université, possède une grande culture artistique. Lors de ses voyages, elles a pu admirer les chefs-d'œuvre de l'art occidental et des artistes contemporains. Niki de Saint Phalle s'est inspiré des formes, des couleurs vives et des matériaux présents comme la céramique dans l'œuvre d'Antoni Gaudi, en particulier ceux du Parc Güell à Barcelone.
Les formes plantureuses des Nanas ne sont pas sans rappeler celles des Vénus de la préhistoire : c'étaient généralement des statuettes réalisées en ivoire, en pierre tendre (stéatite, calcite, calcaire) ou en terre cuite, pratiquement toutes peintes. La Venus de Lespugue avec sa tête minuscule, sa poitrine son bassin surdimensionnés, ses jambes courtes a inspiré certaines des Nanas.
Niki de Saint-Phalle s'intéressait également à l'Antiquité dont les sculptures sont une référence. L'artiste se passionnait également pour la mythologie antique : ainsi, le nom « Nanna » (avec deux « N ») est celui de la divinité personnifiant la Lune dans la Mésopotamie antique. Le nom de l'artiste, « Niki », fait référence à Niké, dans la mythologie grecque, qui était la divinité de la victoire et du triomphe. Les Nanas en exposition permanente à Hanovre, réalisée dans les années 1970, reprend le sujet mythologique des « Trois Grâces », sculptées par de nombreux artistes comme Canova et peintes par Rafaël, Botticelli ou Rubens.

Niki de Saint-Phalle a pu également s'inspiré des danseuses d'Edgar Degas ou de La danse, d'Henri Matisse, l'un de ses peintres préférés. Le thème de la femme en maillot de bain n'est pas nouveau dans l'histoire des arts : par exemple, Pablo Picasso a peint des baigneuses jouant au ballon dès 1928. Roy Lichtenstein a représenté une fille au ballon en maillot de bain (Girl with Ball) en 1961. 

Quelques sources d'inspiration des Nanas de Niki de Saint-Phalle
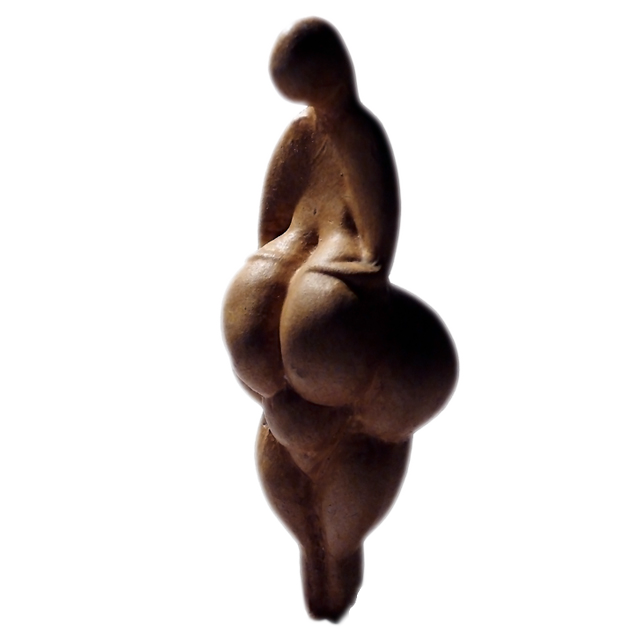
La Vénus de Lespugue (préhistoire)
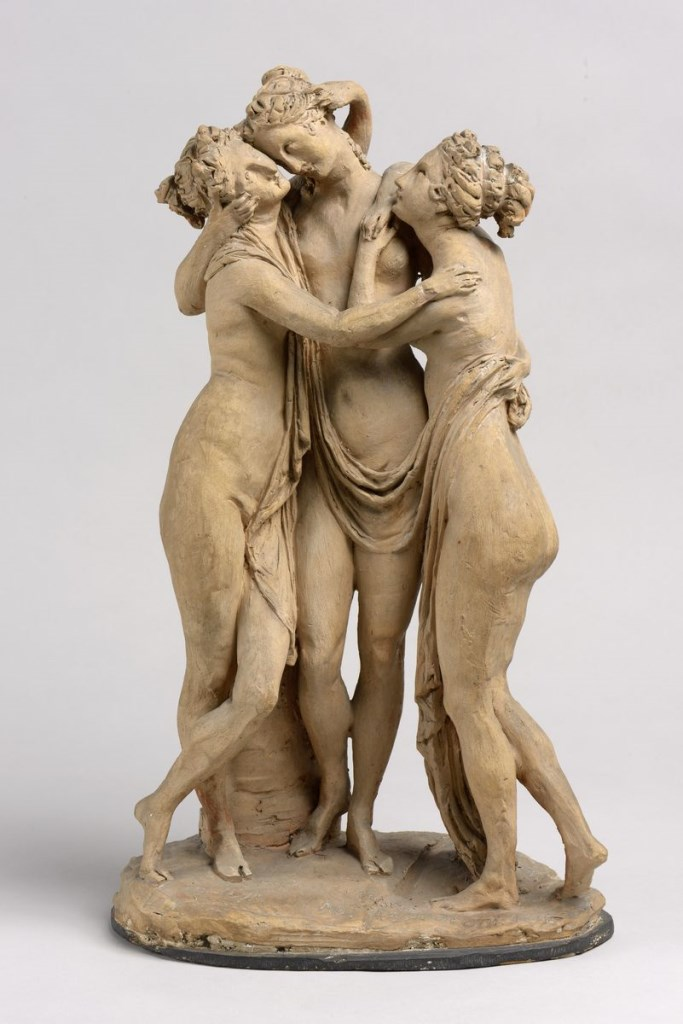
Canova, Les Trois Grâces, XIXè siècle
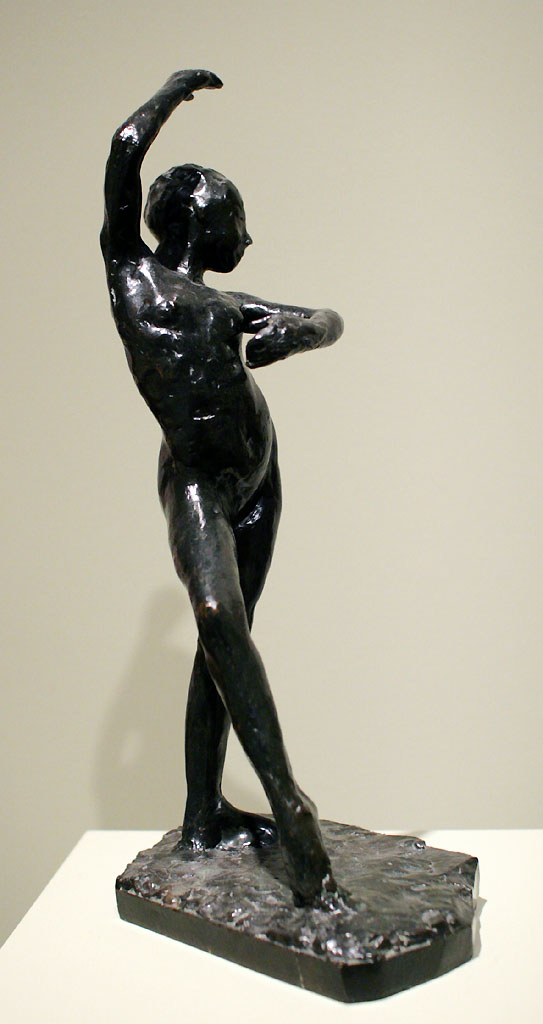
Edgar Degas, La danse espagnole, 1884
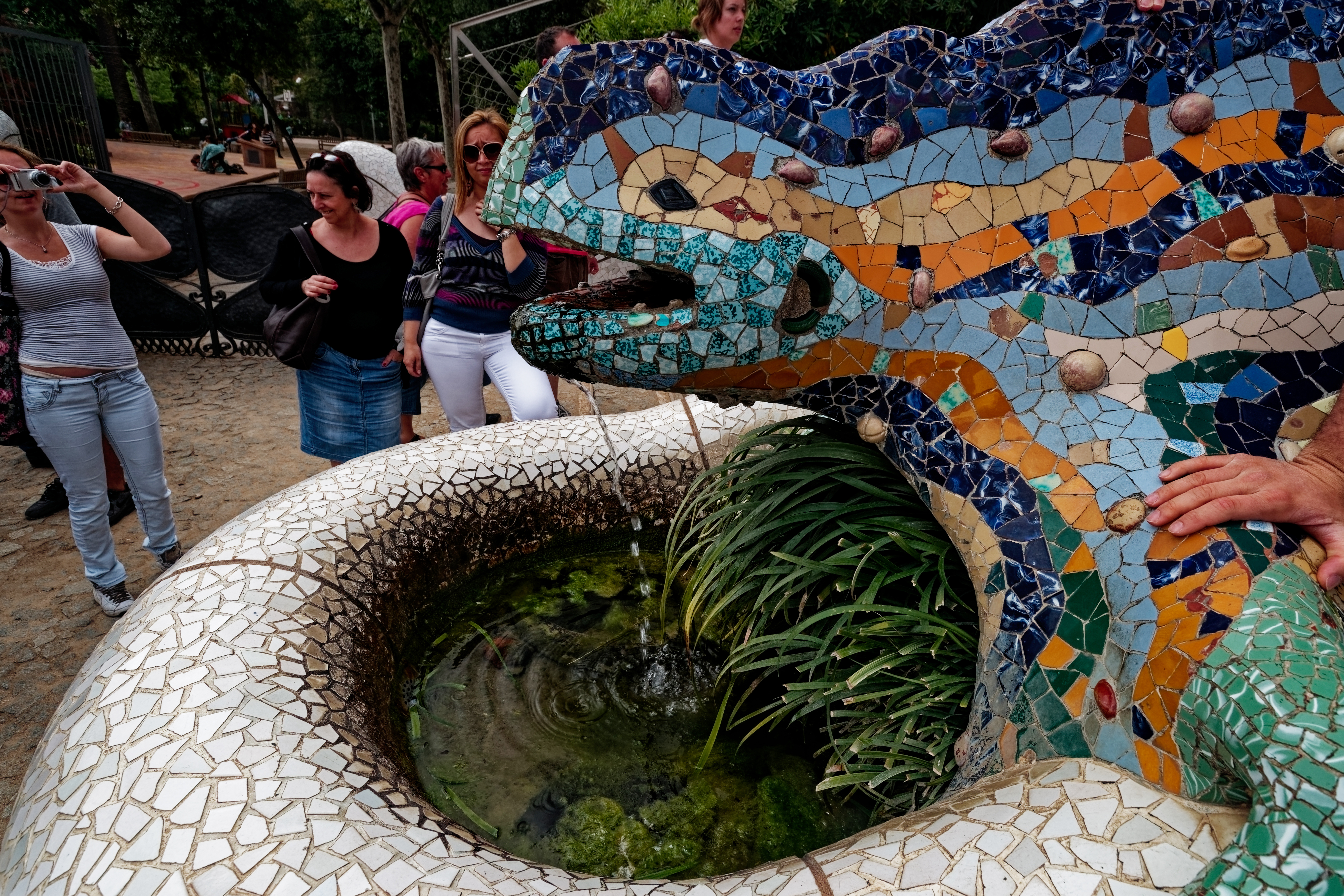
Antoni Gaudi, Sculpture du Parc Güell, Barcelone, début du XXème siècle

Cependant, Niki de Saint-Phalle, se démarque de ces traditions artistiques en représentant des femmes de son époque, qui ne sont ni  des déesses ni des allégories. Ainsi, certaines Nanas sont noires (Black Rosie en hommage à Rosa Parks). Leur corps ne respecte pas les proportions idéales imposées par l'art classique : elles ont des formes exagérées et des têtes atrophiées, sans visage. Elles n'ont pas d'âge. L'artiste utilise des matériaux modernes comme le plastique ou le polyester. Les Nanas sont figurées dans des positions fantaisistes et dynamiques, contrairement aux sculptures antiques de déesses. Niki de Saint-Phalle ne cherche pas à les représenter de manière réaliste.